# Bogdan Bakuła
Bogdan Bakuła (ur. 2 marca 1963) – polski ciężarowiec, medalista mistrzostw Europy, mistrz Polski.

## Kariera sportowa
Jego największym sukcesem w karierze był brązowy medal mistrzostw Europy w kategorii 67,5 kg w 1988, wynikiem 302,5 kg (137,5 kg + 165 kg). Na mistrzostwach Polski zdobył w tej samej kategorii złoty medal w 1988 oraz srebrne medale w 1986, 1990, 1991 i 1992 i brązowy medal w 1987. W 1985 został brązowym medalistą MP w kategorii 75 kg, w 1993 wicemistrzem Polski w kategorii 64 kg.
W swojej karierze reprezentował barwy Narwi Łomża, Lublinianki, Śląska Tarnowskie Góry i Śląska Wrocław